# Petr Nouza
Petr Nouza (ur. 9 września 1998 w Pradze) – czeski tenisista.

## Kariera tenisowa
W zawodach rangi ITF Men’s World Tennis Tour zaczął startować od 2015 roku. W cyklu ATP Tour zwycięzca jednego turnieju z dwóch rozegranych finałów w grze podwójnej.
Zadebiutował w Wielkim Szlemie podczas Australian Open 2024, gdzie startował w parze z Jiřím Lehečką. Para odpadła w pierwszej rundzie.
W rankingu gry pojedynczej najwyżej był na 536. miejscu (5 sierpnia 2019), a w klasyfikacji gry podwójnej na 72. pozycji (28 października 2024).

### Finały w turniejach ATP Tour
| Legenda                                      |
| -------------------------------------------- |
| Wielki Szlem                                 |
| Igrzyska olimpijskie                         |
| Tennis Masters Cup / ATP Finals              |
| ATP Masters Series / ATP Tour Masters 1000   |
| ATP International Series Gold / ATP Tour 500 |
| ATP International Series / ATP Tour 250      |

#### Gra podwójna (1–1)
| Końcowy wynik | Nr | Data                 | Turniej   | Nawierzchnia  | Partner     | Przeciwnicy                     | Wynik finału |
| ------------- | -- | -------------------- | --------- | ------------- | ----------- | ------------------------------- | ------------ |
| Finalista     | 1. | 20 października 2024 | Sztokholm | Twarda (hala) | Patrik Rikl | Harri Heliövaara Henry Patten   | 5:7, 3:6     |
| Zwycięzca     | 1. | 6 kwietnia 2025      | Marrakesz | Ceglana       | Patrik Rikl | Hugo Nys Édouard Roger-Vasselin | 6:3, 6:4     |